# Jack N. Rakove
Jack Norman Rakove (né le 4 juin 1947 à Chicago) est un historien américain. 
Il remporte le prix Pulitzer d'histoire en 1997 pour Original Meanings: Politics and Ideas in the Making of the Constitution (en), publié l'année précédente.

## Biographie
Rakove naît à Chicago le 4 juin 1947. Il est l'enfant du professeur de science politique Milton L. Rakove (1918-1983) et de sa femme, Shirley. Celui-ci est professeur à université de l'Illinois à Chicago de 1957 à sa mort en 1983, et au Barat College, à Lake Forest, dans l'Illinois. 
Jack Rakove obtient son Bachelor of Arts en 1968 au Haverford College, et son doctorat en 1975 à l'université Harvard. Il a auparavant étudié à l'université d'Édimbourg de 1966 à 1967. À Harvard, il a pour professeur Bernard Bailyn.
Rakove est professeur d'histoire, d'études américaines (American Studies) et de sciences politiques à l'université Stanford, où il enseigne depuis 1980. Il a également enseigné à l'université Colgate de 1975 à 1980. Il a aussi été professeur invité (visiting professor) à la New York University School of Law.
Rakove remporte en 1997 le prix Pulitzer d'histoire pour Original Meanings: Politics and Ideas in the Making of the Constitution publié un an plus tôt. Où il questionne la vision originaliste est une solution intéressante pour interpréter la Constitution. Son autre ouvrage Revolutionaries: A New History of the Invention of America (Houghton Mifflin Harcourt), est finaliste du Prix George Washington du livre.

## Publications
- Original Meanings: Politics and Ideas in the Making of the Constitution A.A. Knopf, 1996,  (ISBN 9780394578583); Knopf Doubleday Publishing Group, 2010,  (ISBN 9780307434517)
- The Beginnings of National Politics: An Interpretive History of the Continental Congress (Alfred Knopf, 1979); Johns Hopkins University Press, 1982,  (ISBN 9780801828645)
- James Madison and the Creation of the American Republic Scott, Foresman/Little, Brown Higher Education, 1990,  (ISBN 9780673399946)
- Declaring Rights: A Brief History with Documents Bedford/St. Martin's, 1998,  (ISBN 9780312137342)
- Revolutionaries : A New History of the Invention of America, Houghton Mifflin Harcourt, 11 mai 2010, 496 p. (ISBN 978-0-547-48674-1 et 0-547-48674-X, lire en ligne)
- The Unfinished Election of 2000, Basic Books, 1er septembre 2002, 288 p. (ISBN 978-0-465-06838-8, lire en ligne)